# Albert Hastings Markham
Albert Hastings Markham (Bagnères-de-Bigorre, 11 novembre 1841 – Londra, 28 ottobre 1918) è stato un esploratore britannico.
Nel 1873 penetrò nella baia di Baffin; nel 1876 raggiunse in slitta gli 83° di latitudine Nord.
Nel 1879 esplorò la terra di Francesco Giuseppe.
È ricordato anche per aver ideato la bandiera della Nuova Zelanda.